# Dominika Dery
Dominika Dery, známá též jako Dominika Furmanová (* 7. března 1975, Černošice, Československo), je česká zpěvačka, moderátorka, herečka a spisovatelka, autorka básní, dramat a memoárů.

## Dílo
- Přebolení : (první sbírka básní z období mezi lety 1991-1997), 1999
- Český orloj, 2000
- Křížová cesta = The Way of the Cross, 2001 – báseň, souběžně v češtině a angličtině
- The Twelve Little Cakes, 2004 – dětské memoáry popisující její život do poloviny 80. let, její první anglicky psaná publikace

### The Twelve Little Cakes
Kniha The Twelve Little Cakes byla vydána v roce 2004 v nakladatelství Riverhead Trade. Jedná se o autorčiny memoáry popisující její život od početí až po pozdní dětství na pozadí společenské situace v komunistického režimu v tehdejšího Československu.
Dílo popisuje její život v Černošicích, počínaje jejím narozením v roce 1975. Vypráví příběh o jejích rodičích disidentech, politicky odstavených po roce 1968; její matce Janě, vychovávající společně s ní i jejího sourozence, a otci Jardovi, který se potýkal s problémem udržet si práci. Rodiče její matky se jí navíc z důvodu svých tehdy vysokých funkcí zřekli. Navzdory těmto nesnázím se však rodina snažila vychovávat děti v normální, milující rodině.